# جام خیریه انگلستان ۱۹۲۸
 جام خیریه انگلستان ۱۹۲۸  پانزدهمین رقابت سالانه مابین قهرمانان لیگ دسته اول فوتبال انگلستان و جام حذفی فوتبال انگلستان است. 
این مسابقه در تاریخ ۲۴ اکتبر ۱۹۲۸ مابین تیم‌های اورتون و بلکبرن در ورزشگاه الدترافورد منچستر برگزار شده‌است. 
تیم اورتون در این مسابقه با نتیجه دو بر یک به پیروزی رسید.

## جزئیات مسابقه
| اورتون     | ۲ – ۱ | بلکبرن    |
| ---------- | ----- | --------- |
| دابلیو دین |       | جی تورنول |